# 533 هـ
533 هـ هي سنة في التقويم الهجري امتدت مقابلةً في التقويم الميلادي بين سنتي 1138 و1139.

## وفيات
- أروى بنت أحمد
- قاسم بن جماز
- محمد بن أحمد بن بشر المروزي
- ابن خفاجة